# Рубе
Рубе (фр. Roubaix, хол. Robaais) је стари индустријски град у северној Француској у региону О де Франс и департману Нор. Град се налази у непосредној близини белгијске границе.
По подацима из 2013. године број становника у месту је био 95.866. Заједно са оближњим градовима Лил, Вилнев д’Аск и Туркоан, Рубе чини агломерацију са око милион становника (Métropole européenne de Lille).
У прошлости је Рубе био међународно значајан центар текстилне индустрије.

## Демографија
| 1962.   | 1968.   | 1975.   | 1982.   | 1990.  | 1999.  | 2006.  | 2011.  |
| ------- | ------- | ------- | ------- | ------ | ------ | ------ | ------ |
| 112.856 | 114.547 | 109.553 | 101.602 | 97.746 | 96.984 | 97.952 | 94.186 |

## Партнерски градови
- Скопље
- Бредфорд
- Ковиља
- Менхенгладбах
- Прато
- Вервје
- Сосновјец